# به آرامی، به آرامی
به آرامی، به آرامی (به تامیلی: Lesa Lesa) و (به انگلیسی: Gently, gently) فیلمی هندی محصول سال ۲۰۰۳ و به کارگردانی پریادارشان است. در این فیلم بازیگرانی همچون شمس‌الدین ابراهیم، تریشا، رانگاناتان مدهوان، سرینیواسان و کوچین هانیفا ایفای نقش کرده‌اند.